# Lijst van oorlogsfilms
Dit is een lijst van oorlogsfilms met een artikel op Wikipedia, gerangschikt naar oorlog.

## Amerikaanse Revolutie(1759–1783)
- The Patriot (2000)

## Amerikaanse Burgeroorlog(1861–1865)
- Andersonville (1996)
- The Birth of a Nation (1915)
- Cold Mountain (2004)
- Dances with Wolves (1990)
- Glory (1989)
- Gone with the Wind (1939)
- The Good, the Bad and the Ugly (1966)
- Lincoln (2012)
- North and South (1985) (serie)
- The Outlaw Josey Wales (1976)
- Ride With the Devil (1999)

## Eerste Wereldoorlog(1914–1918)
- 1917 (2019)
- All Quiet on the Western Front (1930)
- All Quiet on the Western Front (1979)
- The Battle of the Somme (1916)
- The Blue Max (1966)
- A Farewell to Arms (1932)
- A Farewell to Arms (1957)
- Gallipoli (1981)
- Im Westen nichts Neues (2022) (2022)
- In Love and War (1997)
- In Vlaamse velden (tiendelige serie) (2014)
- Journey's End (2018)
- Joyeux Noël (2005)
- Lawrence of Arabia (1962)
- Un long dimanche de fiançailles (2004)
- Mata Hari (1931)
- Paths of Glory (1957)
- The Promise (2016)
- Sarajevo (2014)
- War Horse (2011)

## Tweede Wereldoorlog(1939–1945)
- 13 Rue Madeleine (1947)
- 13 in de oorlog (2010) (jeugddocumentaireserie)
- 49th Parallel (1941)
- 1941 (1979)
- De aanslag (1986)
- Air Force (1943)
- Als twee druppels water (1963)
- Amen. (2002)
- Anne Frank: The Whole Story (2001)
- Anthropoid (2016)
- Anzio (1968)
- Attack (1956)
- Au revoir les enfants (1987)
- Australia (2008)
- Band of Brothers (2002) (tiendelige serie)
- Bankier van het verzet (2018)
- The Battle of Midway (1976)
- Battle of the Bulge (1965)
- The Battle of the River Plate (1956)
- Battleground (1949)
- The Big Red One (1980)
- Bitter Victory (1957)
- Het bittere kruid (1985)
- Die Blechtrommel (1979)
- The Blood of Others (1984)
- Het bombardement (2012)
- Das Boot (1981)
- Das Boot (2018-heden) (tv-serie)
- The Boy in the Striped Pyjamas (2008)
- A Bridge Too Far (1977)
- The Bridge at Remagen (1969)
- The Bridge on the River Kwai (1957)
- Die Brücke (1959)
- De bunker (1992)
- The Caine Mutiny (1954)
- Captain America: The First Avenger (2011)
- Captain Corelli's Mandolin (2001)
- Captains of the Clouds (1942)
- Carve Her Name with Pride (1958)
- Casablanca (1942)
- Castle Keep (1969)
- Catch-22 (1970)
- La ciociara (1960)
- Colditz (1974) (achtentwintigdelige serie)
- Closing the Ring (2007)
- Cross of Iron (1977)
- Dark Blue World (2001)
- Days of Glory (2009)
- Defiance (2008)
- Le Dernier Métro (1980)
- The Desert Fox: The Story of Rommel (1951)
- The Desert Rats (1953)
- The Diary of Anne Frank (1959)
- The Dirty Dozen (1967)
- Dive Bomber (1941)
- Dresden (2006)
- Dunkirk (2017)
- The Eagle Has Landed (1976)
- Eichmann (2007)
- Empire of the Sun (1987)
- Enemy at the Gates (2001)
- Enigma (2001)
- The English Patient (1996)
- Escape from Sobibor (1987)
- Escape to Athena (1979)
- Escape to Victory (1981)
- Europa Europa (1990)
- Eye of the Needle (1981)
- The Fallen (2004)
- Die Fälscher (2007)
- Force 10 from Navarone (1978)
- From Here to Eternity (1953)
- Fury (2014)
- The Gestapo's Last Orgy (1977)
- The Great Escape (1963)
- The Great Raid (2005)
- The Guns of Navarone (1961)
- Halls of Montezuma (1950)
- Hanover Street (1979)
- Hart's War (2002)
- Hellcats of the Navy (1957)
- Hell in the Pacific (1968)
- HHhH (2017)
- Hope and Glory (1987)
- De ijssalon (1985)
- Ilsa, She Wolf of the SS (1974)
- In de schaduw van de overwinning (1986)
- Inglourious Basterds (2009)
- In Which We Serve (1942)
- De jeugd van Ivan (1962)
- John Rabe (2009)
- Kapò (1959)
- Kelly's Heroes (1970)
- King Rat (1965)
- Kings Go Forth (1958)
- Kom en zie (1985)
- El laberinto del fauno (2006)
- Lacombe Lucien (1974)
- The Last Drop (2005)
- Letters from Iwo Jima (2007)
- Lidice (2011)
- The Longest Day (D-Day) (1962)
- Lore (2012)
- Malèna (2000)
- Man Hunt (1941)
- Max Manus (2008)
- Het meisje met het rode haar (1982)
- Memphis Belle (1990)
- Merry Christmas, Mr. Lawrence (1983)
- Midway (2019)
- Mijn beste vriendin Anne Frank (2021)
- Mister Roberts (1955)
- Morituri (1965)
- Murphy's War (1971)
- The Night of the Generals (1966)
- The Nun's Story (1958)
- Objective, Burma! (1945)
- The Odessa File (1974)
- Oorlogsgeheimen 2014
- Oorlogswinter (2008)
- Operation Amsterdam (1959)
- Operation Pacific (1951)
- Operation Petticoat (1959)
- Operation Petticoat (1977) (tv-serie)
- De overval (1962)
- The Pacific (2010) (tiendelige serie)
- Paisà (1946)
- De Partizanen (1994) (driedelige serie)
- Pastorale 1943 (1978)
- Patton (1970)
- Pearl Harbor (2001)
- The Pianist (2002)
- Puppet Master III: Toulon's Revenge (1991)
- Quel maledetto treno blindato (1978)
- Red Tails (2012)
- Roma, città aperta (1945)
- Run Silent, Run Deep (1958)
- Salon Kitty (1976)
- Salò of de 120 dagen van Sodom (1975)
- Sands of Iwo Jima (1948)
- Saving Private Ryan (1998)
- Schindler's List (1993)
- Sink the Bismarck! (1960)
- Ski Troop Attack (1960)
- De Slag om de Schelde (2020)
- Snuf de hond in oorlogstijd (2008)
- Sonny Boy (2011)
- Soldaat van Oranje (1977)
- Sophie's Choice (1982)
- Sophie Scholl - Die Letzten Tage (2005)
- Süskind (2012)
- Stalag 17 (1953)
- Stalingrad (1993)
- The Statement (2003)
- Das Tagebuch der Anne Frank (2016)
- They Were Not Divided (1950)
- The Thin Red Line (1998)
- The Train (1964)
- To Hell and Back (1955)
- Tora! Tora! Tora! (1970)
- Three Came Home (1950)
- De Tweeling (2000)
- Twelve O'Clock High (1949)
- U-571 (2000)
- Una giornata particolare (1977)
- Underground (1995)
- Under sandet (2015)
- Der Untergang (2004)
- Uprising (2001)
- Valkyrie (2008)
- Le Vieux Fusil (1975)
- La vita è bella (1997)
- Von Ryan's Express (1965)
- Voor Koningin en Vaderland (2007)
- Voyage of the Damned (1976)
- Waar Is Anne Frank (2021)
- When Trumpets Fade (1999)
- Where Eagles Dare (1968)
- Windtalkers (2002)
- Yanks (1979)
- The Young Lions (1958)
- Zwartboek (2006)

## Korea-oorlog(1950-1953)
Deze oorlog is beëindigd met een wapenstilstand, maar er is nooit vrede getekend.
- The Bridges at Toko-Ri (1954)
- The Brotherhood of War (2004)
- Fixed Bayonets! (1951)
- MASH (1970)
- Pork Chop Hill (1959)
- Sayonara (1957)
- The Steel Helmet (1951)

## Vietnamoorlog(1957-1975)
- Air America (1990)
- Apocalypse Now (1979)
- Bat*21 (1988)
- Born on the Fourth of July (1989)
- Casualties of War (1989)
- The Deer Hunter (1978)
- The Fog of War (2003)
- Full Metal Jacket (1987)
- Good Morning, Vietnam (1987)
- The Green Berets (1968)
- Hamburger Hill (1987)
- Jacob's Ladder (1990)
- Missing in Action (1984)
- Path to War (2002)
- Platoon (1986)
- Rescue Dawn (2006)
- Tigerland (2000)
- We Were Soldiers (2002)

## Afghaanse Oorlog(1979-1989)
- The Beast of War (1988)
- Charlie Wilson's War (2007)

## Golfoorlog(1990-1991)
- Courage Under Fire (1996)
- Jarhead (2006)
- Three Kings (1999)

## Balkanoorlog(1991-1995)
- Behind Enemy Lines (2002)
- Grbavica (2006)
- Quo vadis, Aida? (2020)

## Tweede Golfoorlog(2003–2004)
- Green Zone (2010)
- Home of the Brave (2006)
- The Hurt Locker (2008)
- The Kingdom (2007)
- The Mark of Cain (2007)
- Over There (2005) (serie, 13-delig)
- Stop-Loss (2008)
- Generation Kill (2008) ((mini)serie; zevendelig)
- Zero Dark Thirty (2013)

## Burgeroorlog
- The Alamo (2004) (VS/Mexico)
- Black Hawk Down (2001) (Somalië)
- Blood Diamond (2006) (Sierra Leone)
- Hotel Rwanda (2005) (Rwanda)
- The Killing Fields (1984) (Cambodja)
- Machine Gun Preacher (2011) (Oeganda)
- Shooting Dogs (2006) (Rwanda)
- Tears of the Sun (2003) (Nigeria)
- The Wind That Shakes the Barley (2006)